# Rikkerda
Rikkerda was een borg in het Groningse dorp Lutjegast. De borg werd gebouwd in 1675 en werd aan het begin van de 19e eeuw gesloopt. Enkel de contouren van de borgstee zijn nog in het landschap te herkennen. Op het perceel naast dat van de vroegere borg is een boerderij verrezen die eveneens de naam Rikkerda draagt.

## Geschiedenis
In 1320 kocht ene Reynardus Ryquerda een stuk grond van de abt van het klooster van Gerkesklooster. Op deze grond bevonden zich ook twee boerderijen. De naam Rikkerda / Rikerda / Rickerda komt in de volgende eeuwen meerdere keren voor in de omgeving van Lutjegast al is het niet zeker of zij de heerd Rikkerda bewoond hebben. 
In 1649 maakte ene Caspar van Aswede wegens de kinderen van zijn broer Borchert van Aswede aanspraak op de rechten van 'Rickerda Oost' en vervolgens in 1651 op de rechten van 'Rickerda West'. In 1674 werd de plaats 'Ryckerda' met landerijen van de overleden luitenant Conraedt van Aswede verkocht aan dr. Schaick. In 1675 verwisselde Rikkerda alweer van eigenaar. Dit maal kwam het geheel in het bezit van Bernard Johan Prott, de verdediger van Boertange in 1672 ten tijde van de Tweede Münsterse Oorlog. Zijn eerste vrouw Alberdina Lucretia Schnabel overleed in Boertange door een verdwaalde granaat. Prott woonde in Groningen en liet in Lutjegast een buitenhuis bouwen. Hiertoe liet hij op een geschikte plaats grachten aanleggen en kreeg het buitenhuis min of meer de status van borg. Gezien zijn drukke militaire loopbaan zal hij niet veel op Rikkerda gewoond hebben. Zijn tweede vrouw Frederika Tjarda van Starkenborgh overleed kinderloos in 1687. Prott hertrouwde in 1688 met Cecilia Elisabeth Tamminga, weduwe van Daniël de Hertoghe, de heer van de borg Feringa te Grootegast. Prott overleed kinderloos in 1703 en liet al zijn bezit na aan zijn derde vrouw. 
Toen Cecilia Elisabeth in 1703 overleed, vestigde haar zoon Unico Michiel de Hertoghe zich op Rikkerda. Unico Michiel overleed in 1735, de boedelscheiding volgde in 1743 waarbij Rikkerda en Feringa ten deel vielen aan zijn zoon Daniël Onno de Hertoghe. Hij trouwde met Anna Habina Tjarda van Starkenborgh. Daniël Onno overleed in 1774 en blijkens de 'Borgenkaart' van Beckeringh bleef zijn weduwe op Rikkerda wonen tot haar dood in 1799. Vervolgens kwam het in het bezit van Edzard Unico de Hertoghe. Hij was getrouwd met Alegonda Clant van Hanckema. Zij liet zich in 1799 van hem scheiden omwille van zijn drankgebruik. Edzard Unico werd onder curatele gesteld en hij overleed in 1812. Vervolgens woonde zijn nicht Anna Habina Alberda van Menkema op Rikkerda met haar man Hemmo Heileco Nauta tot de erfgenamen van Edzard Unico in 1828 overgingen tot verkoop van Rikkerda met hoven, lanen, singels, bossen inclusief landerijen van meer dan 28 bunder, heerlijkheden en twee herenbanken in de kerk van Lutjegast. 
Het geheel werd gekocht door Berend Hayes Harkema, houtkoper te Warfhuizen. Hij heeft de borg in 1828-1829 laten slopen. In 1836 verkocht Harkema 23 bunder van de landerijen. Eite Jans van der Veen en zijn vrouw Anke Jans Wattema kochten deze landerijen, inclusief de borgplaats. Van der Veen was vervener en onderwijzer te Lutjegast. In 1848 begon hij met de bouw van een boerderij naast de vroegere oprijlaan naar de borg. Deze boerderij kreeg eveneens de naam Rikkerda en in 1860 werd voor de boerderij een nieuw voorhuis gebouwd. 

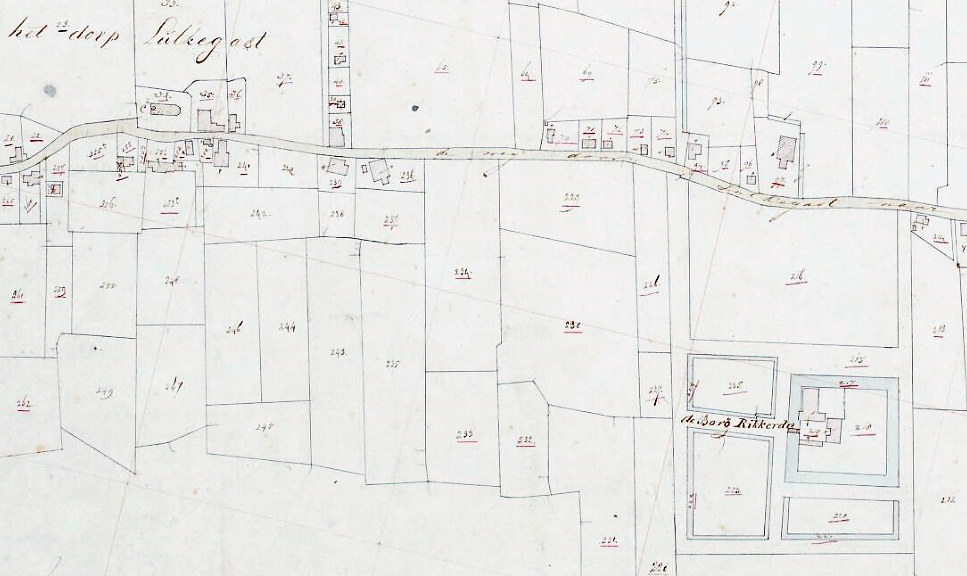
Kadasterkaart uit 1832 met links het dorp Lutjegast en rechts de borg Rikkerda.

## Ligging
Rikkerda stond ten oosten van Lutjegast zo'n 200 meter ten zuiden van de huidige Abel Tasmanweg. De borg bevond zich op een rechthoekig borgstee van zo'n 200 bij 180 meter. Het omgrachte deel waar de borg zich op bevond, is nog vaag te herkennen in het landschap: de zuidelijke en westelijke gracht zijn nog aanwezig, de oostelijke gracht is verland. In 1799 bezat Rikkerda een eetzaal, veertien kamers, twee schathuizen, een brouwhuis, koetshuis, oranjehuis en karnhuis. Dit maakt dat de borg een stuk groter was dan de tekening van Beckeringh doet vermoeden. 

## Huidige situatie
De in 1848 gebouwde boerderij Rikkerda met een voorhuis uit 1860 staat nog steeds naast het vroegere perceel waar de borg Rikkerda stond. Deze boerderij gold als een van de grootste in het Westerkwartier. Rikkerda is een rijksmonument sinds 1978 en werd in 1990 uit zijn landbouwfunctie gezet. Na een verbouwing is de boerderij sinds 2004 in gebruik als bed & breakfast.